# NGC 5745-1
NGC 5745-1 is een spiraalvormig sterrenstelsel in het sterrenbeeld Weegschaal. Het hemelobject werd op 5 juni 1836 ontdekt door de Britse astronoom John Herschel.

## Synoniemen
- MCG -2-38-4
- VV 98
- NPM1G -13.0456
- IRAS 14423-1344
- PGC 52669